# 東亞黑三稜
東亞黑三稜（学名：Sparganium fallax）为黑三棱科黑三稜屬下的一个种。

## 扩展阅读
- 維基物種上的相關：東亞黑三稜